# Ansar al-Jihad al-Alami
Ansar al-Jihad al-Alami (أنصار الجهاد العالمي) est un groupe politique islamiste irakien dirigé par Nasser al Din Allah Abou Souleimane et lié à Al-Qaïda.

## Revendication desattentats de 2011 en Norvège
Le 22 juillet 2011, deux attaques terroristes sont perpétrées à Oslo en  Norvège contre le gouvernement, un rassemblement politique estival et la population civile, causant la mort de 77 personnes.
Les deux attaques ont été d'abord revendiquées par Ansar Al Jihad Al Alami. Dans un communiqué, le chef islamiste a déclaré qu'elles étaient à considérer comme des représailles à la présence militaire norvégienne en Afghanistan. Ces propos sont toutefois mis en doute par la police d'Oslo pour qui le principal suspect de la tuerie est Anders Behring Breivik, un Norvégien de 32 ans, décrit comme profondément islamophobe et anti-marxiste, les enquêteurs se basant sur des communiqués diffusés par le concerné sur de nombreux sites internet, dont certains d'extrême droite.

## Source de traduction
- (en) Cet article est partiellement ou en totalité issu de l’article de Wikipédia en anglais intitulé « Ansar al-Jihad al-Alami » (voir la liste des auteurs).